# Meridiano 71 E
Meridiano 71 E é um meridiano que, partindo do Polo Norte, atravessa o Oceano Ártico, Ásia, Oceano Índico, Oceano Antártico, Antártida e chega ao Polo Sul. Forma um círculo máximo com o Meridiano 109 W.
Começando no Polo Norte, o meridiano 71º Este tem os seguintes cruzamentos:
| País, território ou mar | Notas                                                                                      |
| ----------------------- | ------------------------------------------------------------------------------------------ |
| Oceano Ártico           |                                                                                            |
| Rússia                  | Ilha Belyi e continente                                                                    |
| Cazaquistão             |                                                                                            |
| Quirguistão             |                                                                                            |
| Uzbequistão             |                                                                                            |
| Quirguistão             |                                                                                            |
| Uzbequistão             |                                                                                            |
| Quirguistão             |                                                                                            |
| Tajiquistão             |                                                                                            |
| Afeganistão             |                                                                                            |
| Paquistão               | Cerca de 9 km                                                                              |
| Afeganistão             |                                                                                            |
| Paquistão               |                                                                                            |
| Índia                   |                                                                                            |
| Paquistão               |                                                                                            |
| Índia                   |                                                                                            |
| Paquistão               | Cerca de 10 km                                                                             |
| Índia                   |                                                                                            |
| Oceano Índico           | Passa a oeste da Ilha Danger, Arquipélago de Chagos, Território Britânico do Oceano Índico |
| Oceano Antártico        |                                                                                            |
| Antártida               | Território Antártico Australiano, reclamado pela Austrália                                 |